# Molovin
Molovin (en serbe cyrillique : Моловин) est un village de Serbie situé dans la province autonome de Voïvodine. Il fait partie de la municipalité de Šid dans le district de Syrmie (Srem). Au recensement de 2011, il comptait 195 habitants.
Molovin, également connu sous le nom de Melovin, est une communauté locale, c'est-à-dire une subdivision administrative, de la municipalité de Šid.

## Géographie

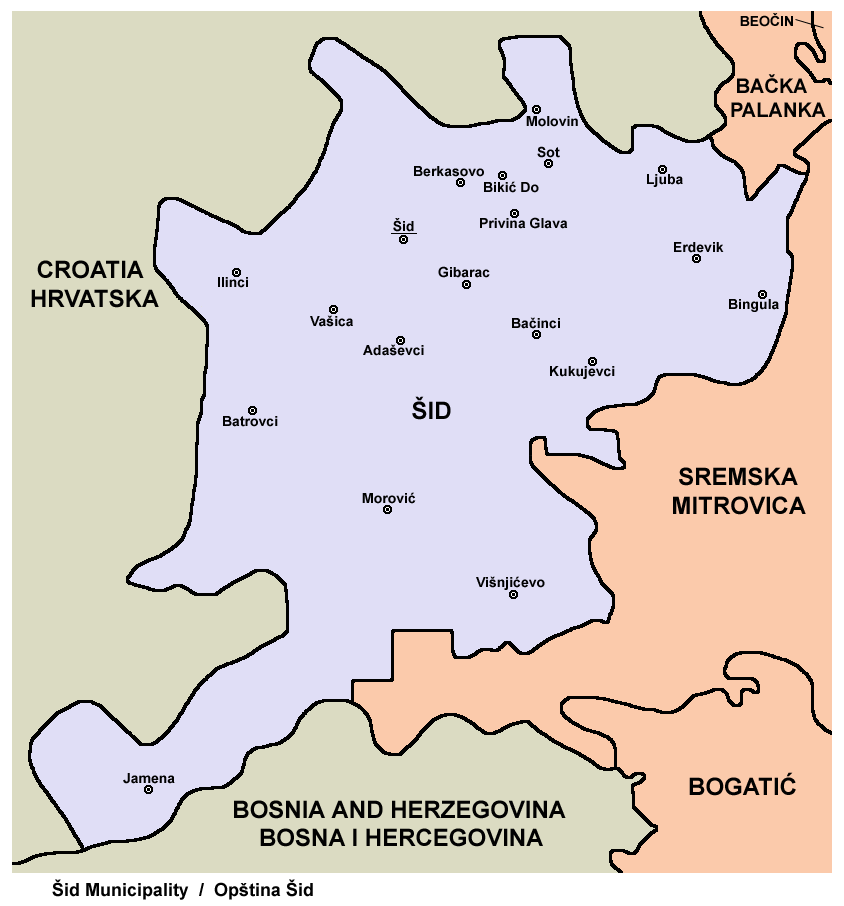
Localisation de Molovin dans la municipalité de Šid

Molovin se trouve dans la région de Syrmie, sur les pentes du massif de la Fruška gora. Le village est situé au nord de la municipalité de Šid, à proximité immédiate de la frontière entre la Serbie et la Croatie, à 3 kilomètres de la route reliant Šid et Ilok ; des sentiers relient le village aux localités de Bapska et de Šarengrad (en Croatie).

## Histoire
Le village, sans doute fondé au XVe siècle, est mentionné pour la première fois dans des documents remontant à 1704, évoquant une révolte des paysans de Molovin, de Sot, d'Erdevik et de Ljuba contre les propriétaires terriens.

## Démographie

### Évolution historique de la population
| 1948 | 1953 | 1961 | 1971 | 1981 | 1991 | 2002 | 2011 |
| ---- | ---- | ---- | ---- | ---- | ---- | ---- | ---- |
| 477  | 491  | 496  | 460  | 362  | 305  | 298  | 195  |

|  |

### Données de 2002
Pyramide des âges (2002)
En 2002, l'âge moyen de la population était de 41,4 ans pour les hommes et 42,8 ans pour les femmes.
Répartition de la population par nationalités (2002)
En 2002, les Serbes représentaient 87,5 % de la population ; le village abritait également une minorité croate (4,7 %).

### Données de 2011
En 2011, l'âge moyen de la population était de 44,6 ans, 43,3 ans pour les hommes et 45 ans pour les femmes.

## Économie
La plupart des habitants du village travaillent dans les domaines de l'agriculture et de l'élevage.

## Vie locale
La mairie, l'église, une école et un dispensaire se trouvent au centre du village.

## Tourisme
L'église orthodoxe Saint-Gabriel de Molovin remonte au XVIIIe siècle et, en raison de son importance, elle est inscrite sur la liste des monuments culturels d'importance exceptionnelle de la République de Serbie.